# Zdenko Huzjan
Zdenko Huzjan, slovenski slikar, grafik in pesnik, * 13. september 1948, Lendava.
Huzjan je slikar ekspresivne figuralike. Diplomiral na ALU v Ljubljani (prof. Gabriel Stupica) in obisloval slikarsko specialko (pri prof. Janezu Berniku). Huzjan je prepoznaven kot slikar (pregledna razstava slik, Moderna galerija Ljubljana, 1995; pregledna razstava risb, MGLC Ljubljana, 2000) grafik (pregledna razstava grafik, lesorezov, Umetnostna galerija Slovenj Gradec, 1994) in deloma kot kipar. Izdal je tudi pesniške zbirke (Mačuhice (pesmi, grafike) 1992, Znamenja (pesmi, risbe)1993, Živalice (pesmi, risbe) 1994, Mačuhice (pesmi, risbe) 1997, Solea krema (pesmi, risbe) 2004, Priključki (pesmi, risbe) 2006, Zapestja (pesmi, slike) 2008. Univerza v Ljubljani ga je leta 1988 izvolila v naziv docenta in leta 1997 v naziv rednega profesorja risanja in slikanja na Pedagoški fakulteti Univerze v Ljubljani. Je prejemnik več nacionalnih in mednarodnih nagrad (1971, študentska Prešernova nagrada; 1988, nagrada Prešernovega sklada; 2002, Jakopičeva nagrada, 2005, Župančičeva nagrada, 2005; Nagrada Ivane Kobilca za življenjsko delo, 2024). 
Njegova dela se nahajajo v zbirkah nacionalnih muzejev in galerij. Pomembnejša literatura o avtorju: Zgonik; N., »Zdenko Huzjan«, 174 str., ilustr., Monumenta Pannonica, Pomurska založba 2001; Inhof, R., Zdenko Huzjan, 68 str., ilustr. Galerija Murska Sobota 2000; Zdenko Huzjan, Pregledna razstava, Moderna galerija 1995 (avtorji: Medved, A., Zalezenost upodobitve; Jančar, D. Podobe iz predvednosti); Zdenko Huzjan, Pregledna razstava risb, MGLC, Ljubljana 2000 (avtorji: Škrjanc, B., Razkošje tišine; Šteger, A., Oreh); Košan, M., Zdenko Huzjan, lesorezi 1983–1993, galerija likovnih umetnosti Slovenj Gradec 1994; Zdenko Huzjan, 2000–2008, Galerija Murska Sobota (avtorja Inhof, R., Smolič, N.) 2008
Soproga: Milojka Žalik Huzjan
Otroci: Vanja Huzjan (*1970) in Ištvan Išt Huzjan (*1981)
1. 1 2  RKDartists
2. ↑  Web umenia